# Rose Heilbron

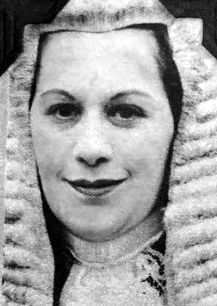
Rose Heilbron (1949)

Dame Rose Heilbron QC DBE (* 19. August 1914 in Liverpool; † 8. Dezember 2005) war eine britische Juristin, die sowohl einer der beiden ersten weiblichen Kronanwälte als auch eine der ersten Richterinnen am High Court of Justice wurde, einem der höchsten Gerichte Großbritanniens.

## Leben
Sie war die Tochter des Gastwirts Max Heilbron und seiner Frau Nelly. Nach der Schulausbildung studierte sie mit Unterstützung ihrer Mutter und eines Stipendiums Rechtswissenschaften an der University of Liverpool und schloss dieses Studium bereits 1935 als erste Frau mit einem Juris Doctor summa cum laude als Zwanzigjährige ab. 1936 erhielt sie die Zulassung zur Gray’s Inn, eine der vier englischen Anwaltskammern (Inns of Court) für Barrister in England und war seit 1939 als Barrister tätig. 1949 wurde sie zusammen mit Helen Normanton, die 1922 als erste Frau Großbritanniens als Barrister zugelassen wurde, zur Kronanwältin ernannt und trug fortan den Zusatz „King’s Counsel“ bzw. nach der Thronbesteigung von Königin Elisabeth II. 1952 den Zusatz „Queen’s Counsel“.
1956 wurde sie als erste Frau zur Richterin berufen und war bis 1974 Berichterstatterin (Recorder) für Burnley. Ab dem 4. Januar 1972 amtierte sie als erste Richterin am Londoner Gericht Old Bailey. 1974 erfolgte ihre Berufung zur Richterin an den High Court of Justice. Sie war damit nach Elizabeth Lane die zweite Richterin an diesem obersten Gericht Großbritanniens. Dort war sie bis zu ihrem Eintritt in den Ruhestand 1988 Richterin in der Familienabteilung (Family Division) und war als solche 1975 auch Vorsitzende der Beratungskommission des Innenministers für Vergewaltigungen (Home Secretary’s Advisory Group on Rape). Außerdem war sie zwischen 1979 und 1982 Vorsitzende Richterin am High Court für den nördlichen Gerichtsbezirk (Northern Circuit).

### Privatleben
Als Studentin soll sie sich keinerlei Freizeitbeschäftigung gegönnt haben, ihre Hobbys umfassten jedoch später Golf und Spaziergänge. Sie war Soroptimistin. Sie heiratete 1945 den Allgemeinmediziner Nathaniel Burstein, mit dem sie 1949 die Tochter Hilary hatte, welche nach einem Studium der Rechtswissenschaften 1987 ebenfalls zum Queen’s Counsel ernannt wurde.